# El mercado romano de esclavos
El mercado romano de esclavos (Marche romain aux esclaves) es una pintura al óleo sobre lienzo del pintor francés Jean-Léon Gérôme, realizada alrededor de 1884. La pintura se conserva actualmente en el Museo de Arte Walters de Baltimore.

## Historia

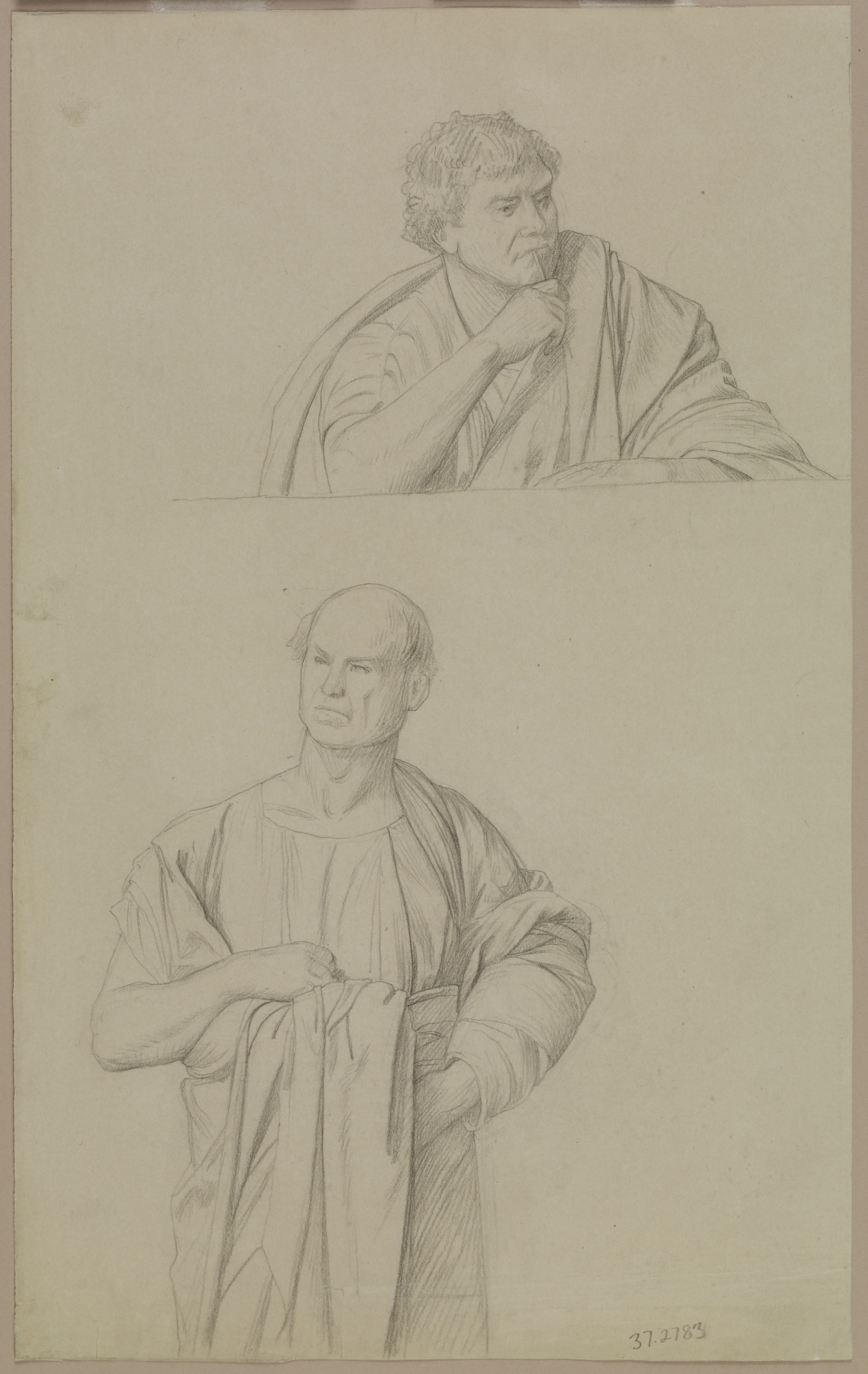
Un boceto de dos de las figuras en la pintura, en el Museo de Arte Walters.

La obra fue pintada en 1884 junto con otro cuadro que representa un mercado de esclavos romano, concretamente Venta de esclavos en Roma, hoy conservado en San Petersburgo, con un esquema y composición muy parecidos pero ahora invertidos, con la esclava de frente y el público de espaldas, en un encuadre más amplio. En 1917, el cuadro, acreditado erróneamente como Venta de esclava circasiana, fue comprado por el filántropo estadounidense Henry Walters. En 1931 fue heredado por el Museo de Arte de Baltimore.

## Descripción
El cuadro está ambientado en un mercado de esclavos en la antigua Roma. Sobre el estrado de madera se ve de espaldas a una mujer que acaba de ser despojada de su túnica, que yace a sus pies. La mujer intenta ocultar su rostro tras sus brazos (en una pose muy similar a la cortesana Friné del cuadro Friné ante el Areópago del mismo artista) mientras queda expuesta a la multitud de compradores, hombres jóvenes y viejos, que comienzan a examinarla y ofrecer a mano alzada las primeras sumas para comprarla. A la izquierda de la mujer están apoyados en la mesa del puesto el traficante de esclavos que la vende y una muchacha sentada en el suelo, envuelta en una túnica negra (probablemente también una esclava esperando su venta).
El fondo en penumbra presenta colores más oscuros, mientras que los personajes en primer plano, excluyendo a la joven en la parte inferior izquierda, son más coloridos: en particular, el cuerpo de rosada carnación de la esclava es resaltado por ese fondo negro-violeta.
La esclavitud y los mercados de esclavos fueron un tema artístico importante del siglo XIX, y durante su carrera Gérôme produjo al menos seis pinturas que presentaban la esclavitud, ambientadas en la antigua Roma o el imperio otomano contemporáneo.  Esta pintura es dramática porque muestra la crueldad de la esclavitud en la antigua Roma, pero también es particularmente sensual en la desnudez estética de la esclava.